# Hazenlipvleermuizen
De hazenlipvleermuizen of visservleermuizen (Noctilio) zijn het enige geslacht binnen de familie Noctilionidae. Ze leven voornamelijk van vis en andere waterdieren. Het geslacht telt twee hedendaagse soorten, de grote hazenlipvleermuis (Noctilio leporinus) en de veel kleinere kleine hazenlipvleermuis (Noctilio albiventris). Beide soorten komen enkel in de Nieuwe Wereld voor. Daarnaast is er nog een fossiele soort bekend, Noctilio lacrimaelunaris, uit het Laat-Mioceen van Oost-Peru. De kleine hazenlipvleermuis is ook bekend van het Midden-Mioceen van Colombia.

## Leefwijze
Beide hazenlipvleermuizen vangen een belangrijk gedeelte van hun voedsel van het wateroppervlak. De grote hazenlipvleermuis is de enige vleermuissoort die gespecialiseerd is in het jagen op vissen en andere waterdieren, als waterinsecten en schaaldieren. De kleine hazenlipvleermuis is meer een insecteneter, en vangt ook vliegende insecten in de lucht. De hazenlipvleermuizen sporen hun prooi op met behulp van echolocatie, waarmee ze onregelmatigheden en bewegingen op het wateroppervlak kunnen vinden. Hazenlipvleermuizen zijn trouw aan een succesvol jachtterrein: een plek waar de vleermuizen een prooi vangen, zal vaker worden bezocht. Ook leiden wijfjes hun jongen naar goede jachtgebieden.

## Verspreiding
Hazenlipvleermuizen komen voor in de tropische, waterrijke gebieden van Centraal- & Zuid-Amerika en enkele Caribische eilanden.
Vleerhonden · Kitti's varkensneusvleermuis · Klapneusvleermuizen · Reuzenoorvleermuizen · Hoefijzerneuzen · Bladneusvleermuizen van de Oude Wereld · Spleetneusvleermuizen · Schedestaartvleermuizen · Nieuw-Zeelandse vleermuizen · Hechtschijfvleermuizen · Furievleermuizen · Hazenlipvleermuizen · Plooilipvleermuizen · Bladneusvleermuizen van de Nieuwe Wereld · Trechteroorvleermuizen · Zuigschijfvleermuizen · Bulvleermuizen · Miniopteridae · Gladneuzen